# 귄터 폰 클루게
귄터 아돌프 페르디난트 "한스" 폰 클루게(독일어: Günther Adolf Ferdinand “Hans” von Kluge: 1882년 10월 30일~1944년 8월 19일)은 제2차 세계 대전에서 활약한 독일의 군인이다.

## 생애
포젠(현재 폴란드령 포즈난(Poznań)에서 프로이센 왕국의 마르쿠스 클루게 소장의 아들로 태어났다. 사관학교 시절 지적능력이 매우 뛰어났기 때문에 동료들이 [영리한 한스(kluge Hans)]라고 불렀다. 그림 동화 중 그와 비슷한 등장인물 한스를 독일어로 [영리한, 현명한]을 의미하는 [Kluge]로 바꿔 부르게 되었던 것이다. 그 때문에 그는 한스 귄터라고 불리게 되었다. 본명에 물론 [한스]는 붙지 않는다.
제1차 세계 대전 중에는 육군 대위로서 1916년 베르됭 전투에 종군했다. 전쟁 후 바이에른 공화국의 육군에 남아있으면서 1933년 소장으로, 1936년에는 중장으로 승진해 4군 사령관으로서 1939년 폴란드 침공에 종군했다. 1940년 5월에 개시된 프랑스 침공작전인 서방전격전에서는 4군을 이끌고 아르덴느 숲을 통과해 프랑스군을 격파했기에 그 전공으로 같은 해 7월 육군 원수로 승진했다.
1941년 6월에 개시된 바르바로사 작전에서는 해임된 페도르 폰 보크 원수를 대신해 12월부터 중부집단군의 지휘를 맡았다. 그 시기 하인츠 구데리안의 2 기갑집단의 보급을 책임지고 있던 입장이었기에 두 사람은 작전 지휘를 둘러싸고 대립하여 후에 결투 사건까지 벌어졌었다.
1943년 10월 교통사고로 병가를 보낸후, 1944년 7월부터 게르트 폰 룬트슈테트 후임으로 프랑스에 전개한 서부전선군 사령관에 임명되어 서부전선을 맡아 노르망디 상륙작전 이후 쇄도해오는 연합군과 싸웠다. 독일국방군 내부에서 일어난 반 히틀러 활동의 주모자중 한사람인 헤닝 폰 트레슈코프 소장은 중부집단군에서 클루게의 작전참모을 맡았었다. 클루게는 반 히틀러활동에 대해 복잡한 심정을 갖고 있었다. 그는 트레스코우의 히틀러 암살계획을 알고 있었으나, 1944년 클라우스 폰 슈타우펜베르크 대령의 히틀러 암살 기도가 실패로 끝난 후, 반 히틀러세력에 대한 지원을 거절했다. 그러나 클루게가 연루된 것을 의심한 히틀러에 의해 사령관에서 해임되고 베를린으로 호출 명령을 받았다. 그는 베를린으로 오는 도중 히틀러에게 "희망없는 전쟁을 끝내길 바랍니다"라는 유서를 남긴 후 극약을 마시고 자살했다.
| 전임 신설 | 제1대 제4군 사령관 1938년 12월 1일 – 1941년 12월 19일 | 후임 산악병대장 루트비히 퀴블러 |

| 전임 야전원수 페도르 폰 보크 | 제2대 중부 집단군 최고지휘관 1941년 12월 19일 – 1943년 10월 12일 | 후임 야전원수 에른스트 부슈 |

| 전임 야전원수 게르트 폰 룬트슈테트 | 제3대 D 집단군 최고지휘관 1944년 7월 2일 – 1944년 8월 15일 | 후임 야전원수 게르트 폰 룬트슈테트 |

| 전임 야전원수 게르트 폰 룬트슈테트 | 제4대 서부최고지휘관 1944년 7월 2일 – 1944년 8월 16일 | 후임 야전원수 발터 모델 |

| 전임 야전원수 에르빈 롬멜 | 제4대 B 집단군 최고지휘관 1944년 7월 19일 – 1944년 8월 17일 | 후임 야전원수 발터 모델 |